# Philipp Apian

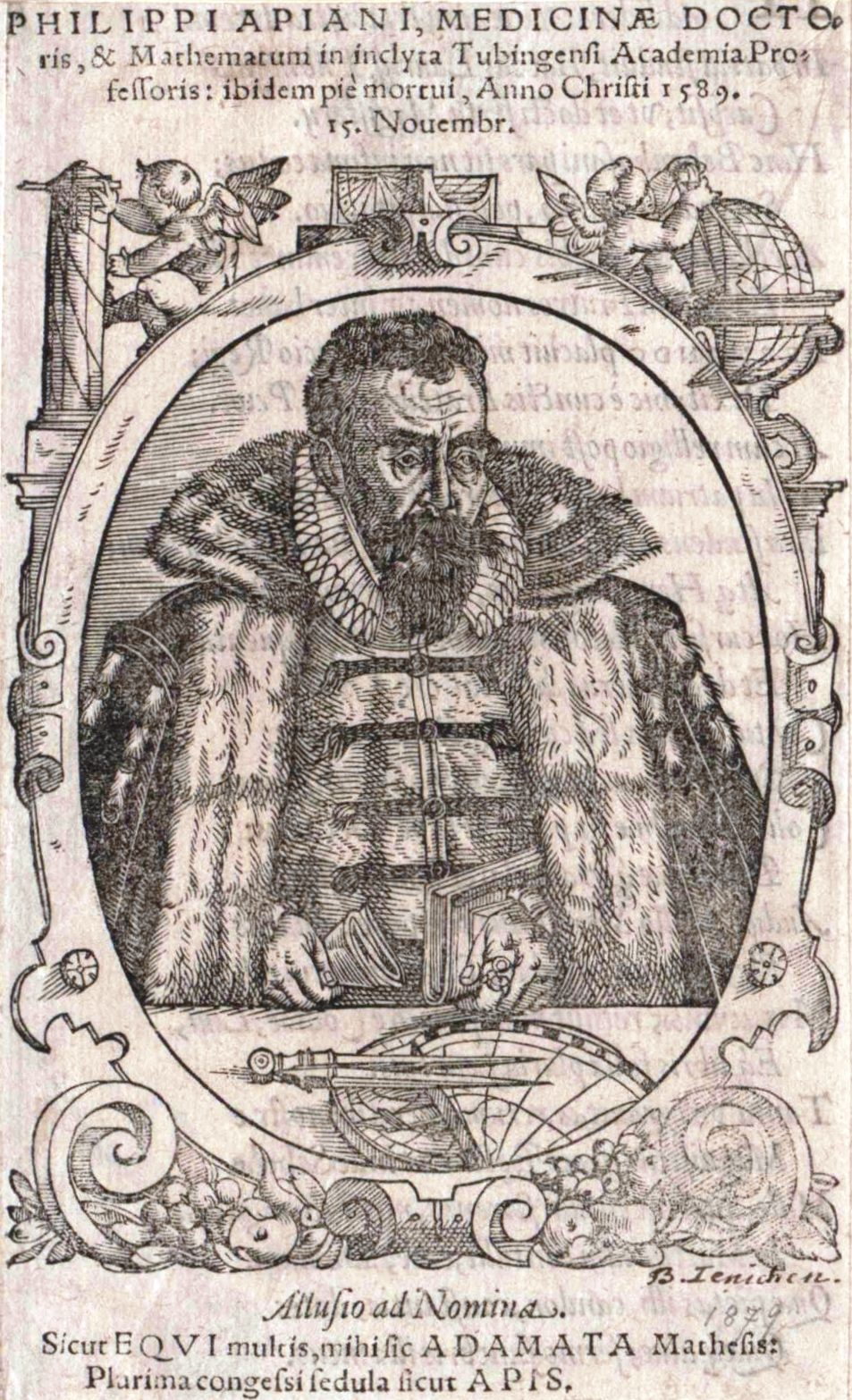
Philipp Apian

Philipp Apian, numit și Bennewitz sau Bienewitz, (n. 14 septembrie 1531, Ingolstadt – d. 15 noiembrie 1589, Tübingen) a fost matematician, medic și cartograf german, fiul lui Petrus Apianus, uncărturar cu preocupări similare. 
În 1554 primește comandă de la ducele Albert al V-lea de Bavaria de a realiza o hartă a Bavariei.După măsurători în teren îndelungate, Apian realizează o hartă de mari dimensiuni (5 x 5 metri, la scară 1:45.000), pe care în 1563 o lasă în custodia bibliotecii regale.
În 1568 trece la luteranism și, resimțind ostilitatea celor din jur (majoritatea catolici), este nevoit să părăsească orașul Ingolstadt și să se stabilească la Viena, unde petrece tot restul vieții.

## Scrieri
Apian intră în posesia manuscriselor tatălui său pe care le-a publicat.
- De cylindri utilitate (Tübingen, 1588)
- De usu Trientis instrumenti astronomici novi (1586).